# Марія Студенникова
Марія Студенникова (рос. Мария Студенникова; 1924 — ?) — медсестра 1-ї козачої дивізії вермахту. Єдина жінка, нагороджена Відзнакою для східних народів.

## Нагороди
- Відзнака для східних народів 2-го класу в бронзі з мечами (січень 1944) — за порятунок поранених на полі бою під ворожим вогнем.